# 1106 Cydonia
1106 Cydonia este un asteroid din centura principală, descoperit pe 5 februarie 1929, de Karl Reinmuth.